# Baldandorj Ariunzul
Baldandorj Ariunzul, případně Baldandordžín Ariundzul (1976, Mongolsko) je původem mongolská výtvarnice, fotografka, překladatelka.
Vystudovala Akademii výtvarných umění v Praze u Zdeňka Berana. Se svým manželem mongolistou Jiřím Šímou se věnuje prezentaci mongolské kultury v Česku, je tajemnicí Společnosti přátel Mongolska a ředitelka Malého asijského muzea ve vesnici Ledce.